# Correggio
Antonio Allegri da Correggio, italijanski slikar, * avgust 1489, † 5. marec 1534.
Correggio je bil predvsem slikar parmske šole italijanske visoke renesanse. Bil je avtor nekaterih najbolj živahnih in čutnih del 16. stoletja. Uporabljal je dinamične kompozicije, iluzionistično perspektivo in dramatičnost. Correggio je vplival na rokokojsko umetnost 18. stoletja.

## Življenjepis
Antonio Allegri se je rodil v Correggiu v Italiji, majhnem mestecu v bližini Reggio Emilia. Datum rojstva je negotov (okoli 1489). Njegov oče je bil najbrž trgovec. Sicer je o Correggiovem zgodnjem življenju ali usposabljanju malo znanega. Pogosto domnevajo, da je prvo umetniško izobrazbo dobil od očetovega brata, slikarja Lorenza Allegrija.
V letih 1503 - 1505 je bil vajenec pri  Francescu Bianchi Ferrariju v Modeni, kjer se je verjetno seznanil z umetnikoma kot sta bila Lorenzo Costa in Francesco Francia. Dokaz o tem lahko najdemo v njegovih prvih delih. Po potovanju v Mantovo leta 1506, se je vrnil v Correggio, kjer je ostal do leta 1510. V tem obdobju je naslikal Čaščenje otroka s sveto Elizabeto in Janezom, ki kaže jasne vplive Coste in Andrea Mantegna. Leta 1514 se je verjetno končal tri tonde (renesančni izraz za okroglo umetniško delo) za baziliko sv. Andreja v Mantovi in se nato vrnil v Correggio, kjer je, kot neodvisen in bolj znan umetnik, podpisal pogodbo za oltar Matere božje v tamkajšnjem samostanu Svetega Frančiška (zdaj v Gemäldegalerie, Dresden).

## Delo v Parmi
Od leta 1516 je bil Correggio v Parmi, kjer je preživel večino preostanka svoje kariere. Tu se je spoprijateljil Michelangelom Anselmijem, vidnim manierističnim slikarjem. Leta 1519 se je poročil z Girolamo Francesco di Braghetis, ki je umrla leta 1529. Eden njegovih sinov, Pomponio Allegri je postal nepomemben slikar. Iz tega obdobja so Marija in dete z mladim sv. Janezom in Kristusom, ki zapušča mater in izgubljeno delo Marija Albinea. 
Correggio je kot prvo večje naročilo izdelal (februar-september 1519) dekoracijo stropa zasebne jedilnice predstojnice (Giovanna Piacenza) samostana Sv. Pavla, imenovano Camera di San Paolo v Parmi. Tu je naslikal vrtno uto odprto pogledom igrivih kerubov. Pod okulusom so lunete s podobami z navidezno enobarvnega marmorja. Kamin ima fresko s podobo Diane. Ikonografija sistema je kompleksna in združuje slike klasičnega marmorja z muhasto pisanimi bambini. Medtem ko se sklicuje na posvetne freske v palači Vila Farnesina v Rimu, je prav presenetljiva nova oblika notranje opreme.
Nato je naslikal iluzionistično Vizija sv. Janeza na Patmosu (1520-1521) za kupolo cerkve sv. Janeza Evangelista. Tri leta kasneje je okrasil kupolo stolnice v Parmi z osupljivo podobo Marijino vnebovzetje, natrpana s plastmi umikajočih likov v Melozzovi perspektivi  (Sotto in su - Iluzionistično stropno slikarstvo). Ti dve deli predstavljata zelo svež iluzionistični sotto in su uporabljen pri izbočeni dekoraciji, ki sta imeli velik vpliv na mnoge prihodnje umetnike fresk (Carlo Cignani v svoji freski Marijino vnebovzetje v stolni cerkvi v Forlìju, Emilia-Romagna, Gaudenzio Ferrari v svojih freskah v kupoli Santa Maria dei Miracoli v Saronni, Lombardija, Il Pordenone v svoji zdaj že izgubljeni freski iz Trevisa, Benečija in baročnih primerih Lanfranca in Baciccia v rimskih cerkvah). Slikar ustvarja pripoved in dekoracijo z iluzionistično zabrisano arhitekturno strešno ravnino in s perspektivo potisne k božanski neskončnosti. Recesija in gibanje sta vsebovana v likih s slutnjo dinamike, ki bi zaznamovala baročno slikarstvo.
Druge mojstrovine so še Objokovanje in Mučeništvo štirih svetnikov (Martirio di quattro santi), obe v Galleria Nazionale v Parmi. Žalovanje predstavlja redkost v italijanskem slikarstvu pred tem časom. Mučeništvo je tudi izjemno kot primer vpliva na kasnejše baročne kompozicije, kot je Berninijeva Resnica, ki jo je razkril čas in Ercole Ferrata Smrt svete Agnes, ki prikazuje navdušeno svetnico pri vstopu v mučeništvo.

## Mitološka serija temelječa na OvidovihMetamorfozah
Poleg svojih verskih upodobitev je Correggio naslikal sedaj znani niz slik, ki prikazujejo Ljubezen Jupitra, kot je opisano v Ovidovih Metamorfozah. Seksapilna serija je bila izdelana po naročilu Federica II. Gonzage iz Mantove in je verjetno krasila njegovo zasebno sobo v Palazzo Te. Ob obisku svetega rimskega cesarja Karla V. so zapustile Italijo. 
Slika Leda z labodom, zdaj v Staatliche Museen v Berlinu , je povzročila razburjenje: v središču slike Leda drži v naročju laboda in na desni sramežljiva a zadovoljna devica. Danaja, zdaj v Galeriji Borghese v Rimu, prikazuje dekle, ki jo obliva zavesa pozlačenega božjega dežja. Njen spodnji del trupa je delno zakrit z listi, Danaja se zdi bolj skromna in navdušena kot Tizianova različica iz leta 1545 na isto temo, kjer je dež prikazan bolj natančno. Sliko, ki so jo nekoč imenovali Antiopa in satir, je zdaj pravilno prepoznana kot Venera in Kupid s satirom.
Slika Ganimeda ugrabi orel prikazuje mladeniča, ki se dviga v višino v med ljubezenskim letom. Nekateri so to interpretirali kot zvezo moškega in orla ali kot metaforo za evangelista Janeza. Vendar pa, glede na to erotično ozadje te in drugih slik, se to ne zdi verjetno. Ta slika in mojstrovina Jupiter in Io, sta v Umetnostnozgodovinskem muzeju na Dunaju.

## Vrednotenje
Correggia se spominjajo njegovi sodobniki kot temačnega, melanholičnega in introvertiranega. Enigmatičen in eklektičen umetnik se zdi, da se je pojavil brez večjega usposabljanja. Poleg vpliva Coste, je nanj precej vplival slog Mantegne, od katerega je prevzel tudi zanimanje za iluzionizem. Vpliv Leonarda da Vincija pa je bila uporaba učinkov sfumata -gradacije barv in tonov. Njegova dela danes štejejo kot revolucionarna in vplivna na naslednje umetnike. Pol stoletja po njegovi smrti je dela dobro poznal Giorgio Vasari, ki je menil, da ni imel dovolj »rimskega«, da bi bil boljši slikar. V 18. in 19. stoletju so njegova dela pogosto opazili tuji obiskovalci v Italiji, kar je vodilo k prevrednotenju njegove umetnosti v obdobju romantike. Let Matere božje v kupoli stolnice v Parmi je navdihnila mnoge scenografske dekoracije v posvetnih in verskih palačah v tem obdobju.
Corregiovi iluzionistični poskusi, v katerih namišljeni prostori nadomeščajo resnične, se zdi, da so predvideli številne elemente manierističnega in baročnega sloga. Videti je, da so spodbudili tudi vnuka, Giovannino di Pomponio Allegri (1521-1593). Corregio ni imel nobenih neposrednih učencev izven Parme, kjer je vplival na delo umetnikov: Giovanni Maria Francesca Rondani, Parmigianino, Bernardo Gatti, Francesco Madonnina in Giorgio Gandini del Grano.

## Izbor del
- Judita in služabnik (okoli 1510) — olje na platnu – Musée des Beaux-Arts, Strasbourg
- Mistična poroka sv. Katarine (1510–15) — National Gallery of Art, Washington
- Marija (1512–14)— olje na platnu, Castello Sforzesco, Milano
- Marija s Sv. Frančiškom (1514) — olje na tabli, 299 × 245 cm, Gemäldegalerie, Dresden
- Marija in dete (zgodnja 1500) — olje na platnu, National Gallery for Foreign Art, Sofija
- Marija iz Albinee (1514, lost)
- Marija in otrok z mladim Sv. Janezom Krstnikom (1514–15) — olje na tabli, 45 × 35.5 cm, National Gallery of Victoria, Melbourne
- Devica in otrok z mladim Sv. Janezom Krstnikom (okoli 1515) — olje na tabli, 64.2 × 50.2 cm, Art Institute of Chicago, Chicago
- Marija z otrokom in Janezom vangelistom (1516) — olje na platnu, 48 × 37 cm, Muzej Prado, Madrid
- Čaščenje treh kraljev (okoli 1515–1518) — olje na platnu, 84 × 108 cm, Pinakoteka Brera, Milano
- Devica in otrok z angelom (Marija del Latte) (datum neznan) — olje na tabli, 68 × 56 cm, Museum of Fine Arts, Budimpešta
- Portret plemkinje (1517–19) — olje na platnu, 103 × 87.5 cm, Ermitaž, St. Petersburg
- Freske za Camera di San Paolo (1519)—Freske, Nunnery of San Paolo, Parma
- Počitek na begu v Egipt s sv. Frančiškom (okoli 1520) — olje na platnu, 123.5 × 106.5 cm, galerija Uffizi, Firence
- Smrt sv. Janeza (1520–24) — freska, San Giovanni Evangelista, Parma
- Madonna della Scala (okoli 1523) — freska, 196 × 141.8 cm, Galleria Nazionale, Parma
- Mučeništvo štirih svetnikov (c. 1524) — olje na platnu, 160 × 185 cm, Galleria Nazionale, Parma
- Snemanje s križa (1525) — olje na platnu, 158.5 × 184.3 cm, Galleria Nazionale, Parma
- Noli me Tangere (okoli 1525) — olje na platnu, 130 × 103 cm, Muzej Prado, Madrid
- Ecce Homo (1525–30) — olje na platnu, Narodna galerija, London
- Madonna della Scodella (1525–30) — olje na platnu, 216 × 137 cm, Galleria Nazionale, Parma
- Čaščenje deteta (c. 1526) — olje na platnu, 81 × 67 cm, galerija Uffizi, Firence
- Mistična poroka sv. Katarine Catherine (sredi 1520) — olje na tabli, 105 × 102 cm, Louvre, Pariz
- Marijino vnebovzetje (1526–1530) — freska, 1093 × 1195 cm, stolnica v Parmi
- Marija s svetim Hieronimom (1527–28) — olje na platnu, 205.7 × 141 cm, Galleria Nazionale, Parma
- Poučevanje Kupida (okoli 1528) — olje na platnu, 155 × 91 cm, Narodna galerija, London
- Venera in Kupid s satirom (okoli 1528) — olje na platnu, 188 × 125 cm, Narodna galerija, London
- Venera z Merkurjem in Kupidom (okoli 1525) — olje na platnu, 155,6 × 91,4 cm, Louvre, Pariz
- Božič (Čaščenje pastirjev, ali sveto noč) (1528–30) — olje na platnu, 256.5 × 188 cm, Gemäldegalerie, Dresden
- Marija s sv. Jurijem (1530–32) — olje na platnu, 285 × 190 cm, Gemäldegalerie, Dresden
- Danaja (c. 1531) — tempera na tabli, 161 × 193 cm, Galerija Borghese, Rim
- Ganimeda ugrabi orel (1531–32) — olje na platnu, 163.5 × 70.5 cm, Umetnostnozgodovinski muzej, Dunaj
- Jupiter in Io (1531–32) — olje na platnu, 164 × 71 cm, Umetnostnozgodovinski muzej, Dunaj
- Leda in labod (1531–32) — olje na platnu, 152 × 191 cm, Staatliche Museen, Berlin
- Alegorija Kreposti (ok. 1532–1534) — olje na platnu, 149 × 88 cm, Louvre, Pariz
- Alegorija pregrehe (okoli 1531) – olje na platnu, 149 × 88 cm, Louvre, Pariz

- Mistična poroka sv. Katarine (okoli 1526–27), Correggiov najvažnejše delo visoke renesanse, kaže vpliv Leonardo da Vincija.
- Detajl freske v Camera di San Paolo
- Leda in labod (1531–32)